# Diploglena proxila
Espèce
Diploglena proxila est une espèce d'araignées aranéomorphes de la famille des Caponiidae.

## Distribution
Cette espèce est endémique du Cap-Occidental en Afrique du Sud,.

## Description
Diploglena proxila compte deux yeux.
Le mâle holotype mesure 5,75 mm et la femelle paratype 7,50 mm.

## Publication originale
- Haddad, 2015 : A revision of the southern African two-eyed spider genus Diploglena (Araneae: Caponiidae). African Invertebrates, vol. 56, no 2, p. 343-363.